# John Fashanu
John Fashanu (Kensington, Londres, 18 de septiembre de 1962) es un presentador de televisión y exjugador de fútbol inglés, que actuaba en la posición de centrodelantero. Es considerado un jugador emblemático del Wimbledon, equipo con el que conquistó la FA Cup en 1988. Fue miembro de la selección de fútbol de Inglaterra.

## Trayectoria deportiva

### Clubes
Fashanu fue reclutado por el Norwich City en 1978, haciendo su debut en 1981. Estuvo allí hasta 1983, jugando 7 partidos entre la primera y la segunda división, pero también registró breves pasos por el Miramar Rangers de Nueva Zelanda a mediados de 1982 y por el Crystal Palace en el segundo trimestre de 1983.
Sin muchas oportunidades de jugar en el Norwich City, dejó el club para unirse al Lincoln City, que militaba en la tercera división inglesa. Anotó 11 goles en 36 partidos, lo que motivó al Millwall a incorporarlo a sus filas en diciembre de 1984. Con ese equipo conseguiría la promoción a la Football League Second Division.
En marzo de 1986 se unió al Wimbledon, equipo que estaba en la lucha por el ascenso a la Football League First Division. Sus 4 goles en los últimos 9 partidos del campeonato fueron útiles para que el club consiguiera su objetivo.
Permaneció en Wimbledon hasta el final de la temporada 1993-94, integrando un grupo de jugadores denominados popularmente como la "Crazy Gang". Ganó fama en el fútbol inglés por ser considerado un jugador temperamental y agresivo.
Su mayor logro en Wimbledon fue la conquista de la FA Cup en 1988, venciendo en la final jugada en Wembley al Liverpool por 1 a 0.
Su última actuación como jugador profesional fue en el Aston Villa, durante la temporada 1994-95. Sin embargo ese año sólo jugó 13 partidos, perdiéndose el resto a causa de las lesiones. 
Ya retirado del fútbol profesional, en 1997 tuvo que afrontar un juicio junto a Bruce Grobbelaar y Hans Segers al ser acusados de arreglar partidos durante su época en Wimbledon, del cual los jugadores salieron exonerados.

### Selección nacional
Fashanu jugó para la selección de fútbol de Inglaterra en la Copa Rous 1989. 
Siendo hijo de un padre nigeriano y de una madre guyanesa, era eligible para integrar los seleccionados de los países parentales, sin embargo, aunque fue invitado en tres ocasiones a entrenar con el plantel de Nigeria, nunca fue convocado formalmente a ese equipo. El propio Fashanu afirmó que ello se debió a su negativa a pagarle el soborno que los entrenadores le solicitaron para incluirlo.

### Otras actividades
Fashanu se desempeñó como presidente del equipo galés Barry Town FC entre 2002 y 2003, como parte de una estrategia publicitaria de la institución. También fue asesor de la Federación de Fútbol de Nigeria y embajador deportivo de Nigeria. 
En 2005 fue uno de los impulsores de la Wimbledon Old Players' Association, una sociedad creada para mantener viva la tradición y celebrar la historia del Wimbledon FC y promover el crecimiento de su sucesor el AFC Wimbledon.

## Carrera en la televisión
Al retirarse del fútbol, Fashanu desarrolló una carrera en la televisión de su país. Fue presentador durante varias temporadas del programa de entretenimiento deportivo Gladiators, algo que había comenzado a hacer en 1992 y se prolongó hasta 2000. 
Entre abril y mayo de 2003 participó del I'm a Celebrity...Get Me Out Of Here!, un reality show de supervivencia donde terminó segundo. En septiembre de ese mismo año protagonizó Fash's Football Challenge, un programa emitido por la señal Bravo hasta mayo de 2004, el cual versaba sobre el exjugador armando un equipo amateur y entrenándolo semana a semana para competir en una liga de aficionados.
Participó del programa Celebrity Wrestling como invitado especial en 2005. 
En 2006 apareció en un pequeño papel en la película Johnny Was, protagonizada por Vinnie Jones, compañero suyo en sus años en Wimbledon.
En el segundo semestre de 2007 condujo la versión nigeriana de Deal or No deal, lo que le dio mucha popularidad en ese país (ya en el año 2000 había tenido mucha exposición en Nigeria al ser invitado por diversos medios de prensa para presentar The Fashanu Report, un documento que compilaba una serie de denuncias por casos de corrupción política). Debido a ello el año siguiente creó Oceanic Bank's Football Challenge with Fash, un programa de televisión patrocinado por un banco nigeriano cuyo objetivo era detectar y promover a un futbolista amateur local, realizando para ello una serie de pruebas deportivas. El programa tuvo por ganador a Eric Dufegha y en la segunda temporada Fashanu fue sustituido como conductor por Jay-Jay Okocha, luego de que surgiera una disputa entre el jugador y el auspiciante.
Junto a Christopher Biggins, Linda Robson y Bobby George, fue coprotagonista de la serie documental Gone to Pot: American Road Trip, transmitida por ITV en 2017. El programa giraba en torno a un grupo de celebridades explorando la cultura cannábica estadounidense.   
En abril de 2020 integró el elenco de la edición de celebridades de SAS: Who Dares Wins, un reality show en el que un grupo de personas eran entrenadas durante dos semanas como si fueran miembros del Servicio Aéreo Especial.
En enero de 2023 participó del concurso de baile televisivo Dancing on Ice, siendo el primer eliminado de la competición. 

## Vida privada
Es hermano del fallecido Justin Fashanu, de quien dijo en 2012 que no era verdaderamente homosexual sino solamente alguien que quería ganar atención causando controversia.
Es padre de cuatro hijos, entre los que se destaca públicamente la periodista Amal Fashanu.